# Gemal Pașa
Ahmed Gemal Pașa (în turcă otomană احمد جمال پاشا, în turcă Ahmet Cemal Pașa, cunoscut în arabă ca Jamal Basha, 6 mai 1872, Midili, (Mitilini), în insula Lesbos – 21 iulie 1922, Tiflis (Tbilisi)) a fost un comandant militar și om politic turc, dintre conducătorii  partidului „Unității și Progresului” (İttihat ve Terakki Cemiyeti) cunoscut și ca („Junii Turci”).
Gemal Pașa a făcut parte între anii 1913-1918 din triumviratul militar „al celor Trei Pașale” care a condus de facto Imperiul Otoman în anii Primului Război Mondial. Gemal Pașa a îndeplinit, între altele, funcțiile de ministru al flotei militare și de guvernator militar al Siriei mari (1915-1917). În Primul Război Mondial a comandat forțele otomane pe frontul siro-palestinian, unde a suferit o decisivă înfrângere din partea armatei britanice.
În 1919 un tribunal militar turc l-a condamnat la moarte în contumacie, între altele, pentru implicarea sa în măcelurile săvârșite împotriva populației civile armene.

## Biografie

### Copilăria și tinerețea
Ahmed Gemal s-a născut în 1872 la Midili (în greacă Militini), pe insula Lesbos, pe atunci în Imperiul Otoman, în zilele noastre aparținând Greciei, ca fiul al farmacistului militar Mehmet Nesip efendi. În 1890 el a absolvit colegiul militar Kuleli, apoi a studiat in anul 1893 Academia militară din Istanbul (Mektebi Harbiyeyi Șahane), devenind chirurg militar, cu gradul de căpitan (1895). La început a slujit în secția 1 a Ministerului de Război (Seraskerlik Erkanı Harbiye), apoi în secția însărcinată cu construcția fortificațiilor militare de la Kirk Kisile (Kırklareli) de pe lângă Armata a 2-a otomană. În 1896 a fost atașat Corpului al II-lea de Armată otoman. După doi ani a devenit șeful statului major al Diviziei de recruți din Salonic.

### Ascensiunea militară și politică
Între timp, Gemal s-a alăturat Comitetului „Uniune și Progres” (İttihat ve Terakki Cemiyeti), organizație politică secretă care și-a propus să răstoarne regimul sultanului Abdul Hamid al II-lea. În anul 1905 Gemal a primit gradul de maior și a fost numit inspector al Căii ferate a Rumeliei. În 1906 a fost cooptat în „Societatea otomană pentru libertate”, devenind un activist proeminent al Comitetului „Uniune și Progres”. În 1907 a fost numit membru în consiliul Celui de-al III-lea Corp de armată otoman. Aici a făcut cunoștință și a colaborat cu Ali Fethi Okyar și cu Mustafa Kemal. În 1908-1909 Gemal a devenit una din persoanele cele mai influente din administrația otomană.
În 1909, în urma masacrelor de la Adana în Cilicia, în care au pierit circa 30,000 armeni, noul regim al Junilor Turci l-a numit vali (prefect) al provinciei, avand misiune de a calma spiritele și a liniști populația armeană.

### Războaiele Balcanice

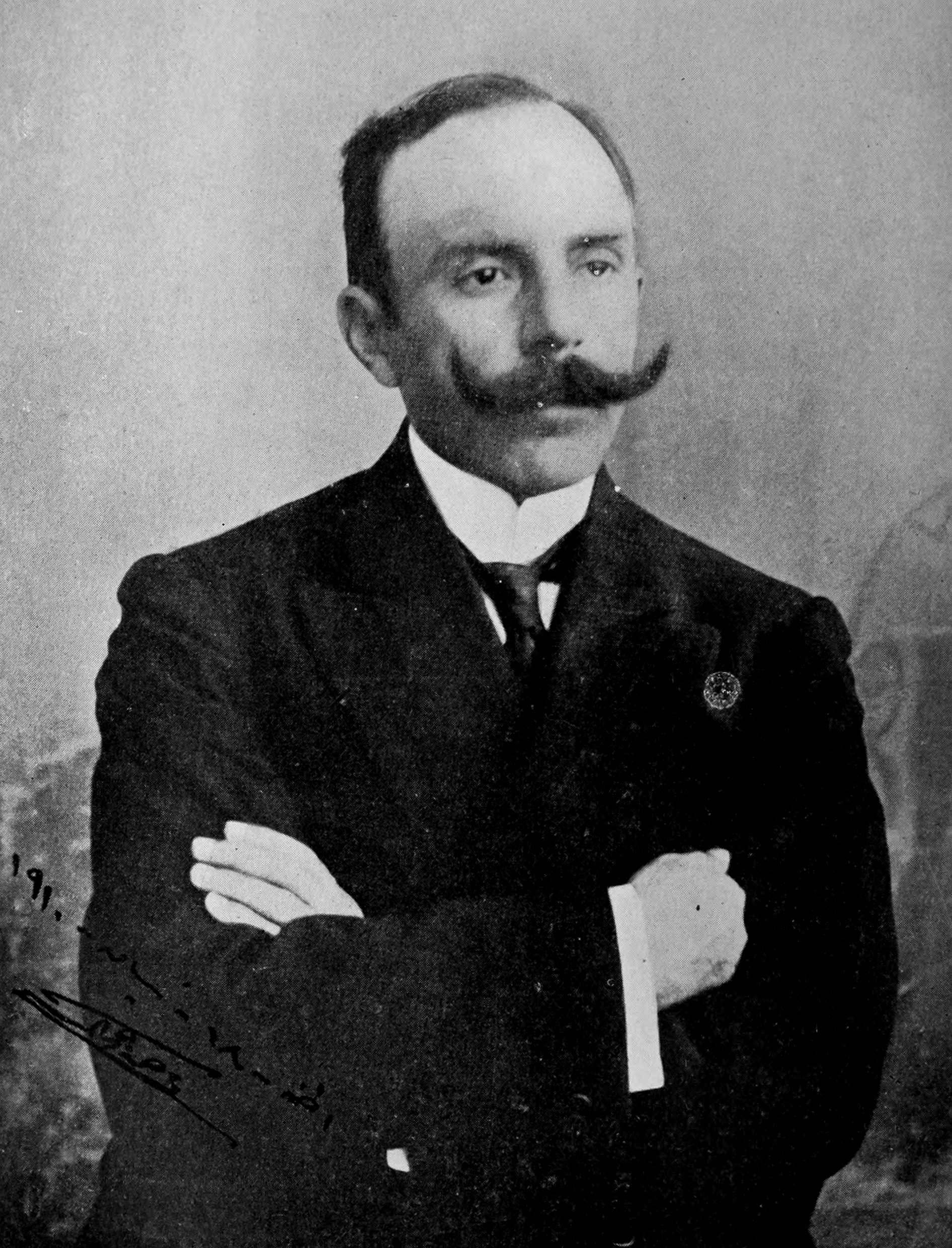
Gemal Pașa ca guvernator al Adanei în 1910

În anul 1911 Gemal a fost numit guvernator al Bagdadului. El a demisionat pentru a se reangaja în armată și a participa la Primul Război Balcanic, pe linia frontului de la Salonic, pentru apărarea posesiunilor otomane din Turcia europeană. În octombrie 1912 a fost promovat la rangul de colonel. La finele Primului Război Balcanic a jucat un rol însemnat în propaganda Junilor Turci împotriva negocierilor cu țările europene învingătoare.
A participat și la Al Doilea Război Balcanic și la lovitura de stat a Junilor Turci din 23 ianuarie 1913, după care a fost numit comandant al Istanbulului și ministru al lucrărilor publice. În 1914 a fost numit ministru al flotei militare.

### Primul Război Mondial

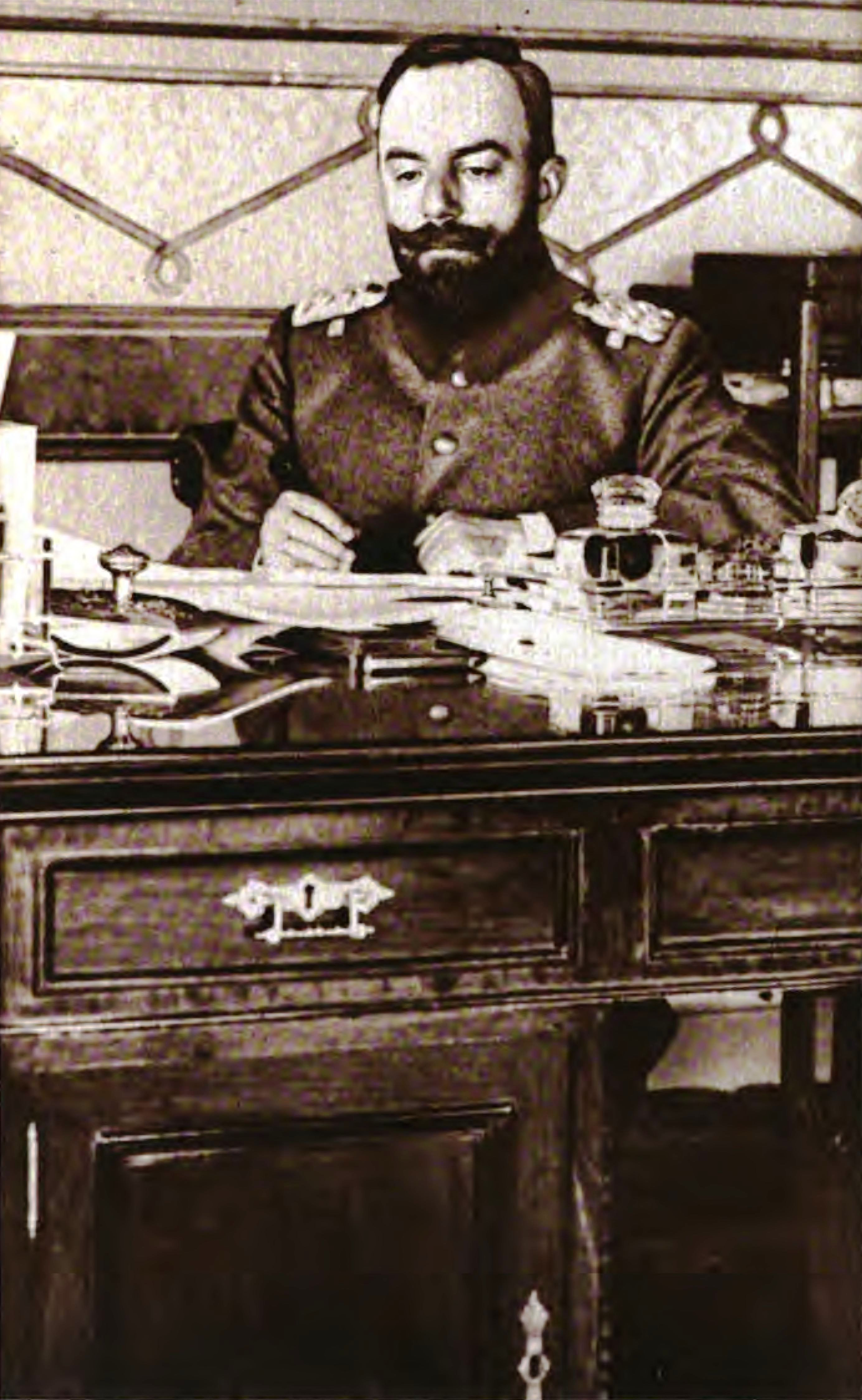
Ahmed Gemal la birou, ca ministru al flotei militare otomane, 1915

Când în preajma Primului Război Mondial, Europa s-a regăsit divizată in două blocuri principale - Antanta și Puterile Centrale, Gemal pașa a sprijinit ideea alianței cu Franța, membră a Antantei. El a plecat în Franța pentru a negocia o astfel de alianță, dar a eșuat. Atunci, a căzut de acord cu ceilalți conducători ai Junilor Turci, Enver Pașa și Talaat Pașa care favorizau partea germană. adică a Puterilor Centrale. În 1913 împreună cu Enver și Talaat, Gemal a preluat controlul guvernului otoman. „Triumviratul celor Trei Pașale” a condus de facto Imperiul Otoman pe toată durata celui Primului Război Mondial și a fost responsabil de măceluri în masă contra populației civile grecești, armene (Genocidul armean) și asiriene (Genocidul asirian) și de represiuni ale naționalismului arab.
Gemal a fost în acei ani unul din principalii ideologi ai politicii interne și externe otomane, care, în mare masură, s-a dovedit dezastroasă pentru imperiu.  
După ce Imperiul Otoman a declarat război puterilor din Antantă, Enver Pașa l-a numit pe Gemal Pașa comandant al armatei otomane în luptele cu armata britanică în Egipt și Levant. Ca și Enver însuși, el a eșuat ca lider militar. 
La începutul lunii octombrie 1914 Gemal și-a folosit prerogativele ministeriale pentru a autoriza pe amiralul Wilhelm Souchon să lanseze un atac preventiv în Marea Neagră, ceea ce a silit Franța și Marea Britanie să declare imediat în acea lună război Imperiului Otoman

#### Guvernator al Vilayetului Siriei Mari

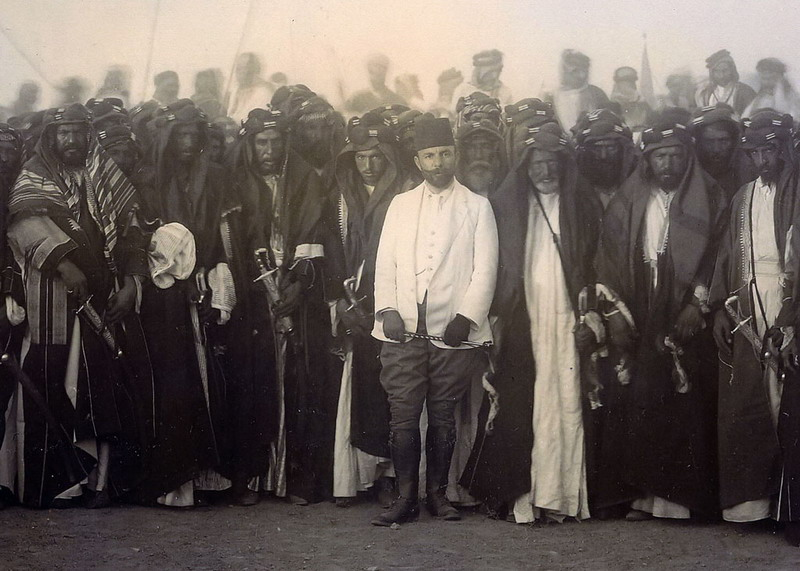
Gemal Pașa (în centru, în jachetă albă și costum de cavalerie) împreună cu șefi de triburi arabe din Irak, cu ocazia inaugurării barajului Al Hindya pe Eufrat, lângă Al Hila, la sud de Bagdad

În 1915 Gemal Pașa a fost numit guvernator al Siriei mari (Siria, Liban și Palestina), beneficiind de depline puteri civile și militare. În mai 1915 o lege provizorie i-a conferit puteri în virtutea stării de urgență. Toate hotărârile guvernului otoman din Istanbul cu privire la Siria necesitau aprobarea sa. 
Ofensiva contra britanicilor pe care a comandat-o la Canalul de Suez, și al doilea atac în zona Canalului, au eșuat.
Numeroasele măsuri de austeritate impuse de război, precum și catastrofele naturale care au lovit regiunea în acei ani au provocat nemulțumirea crescândă a populației locale față de guvernanții otomani și au dus la creșterea sentimentului național arab și, în cele din urmă, la Revolta arabă. Între timp, armata otomană de sub comanda colonelului german Kress von Kressenstein a izbutit să înainteze în peninsula Sinai și să o ocupe. Ostilitatea dintre Gemal Pasa și Kress von Kressenstein a reprezentat și ea una din slăbiciunile comandamentului otoman. În cele din urmă, ofensiva otomană din ianuarie-februarie 1915 la Canalul de Suez s-a soldat cu eșec. 

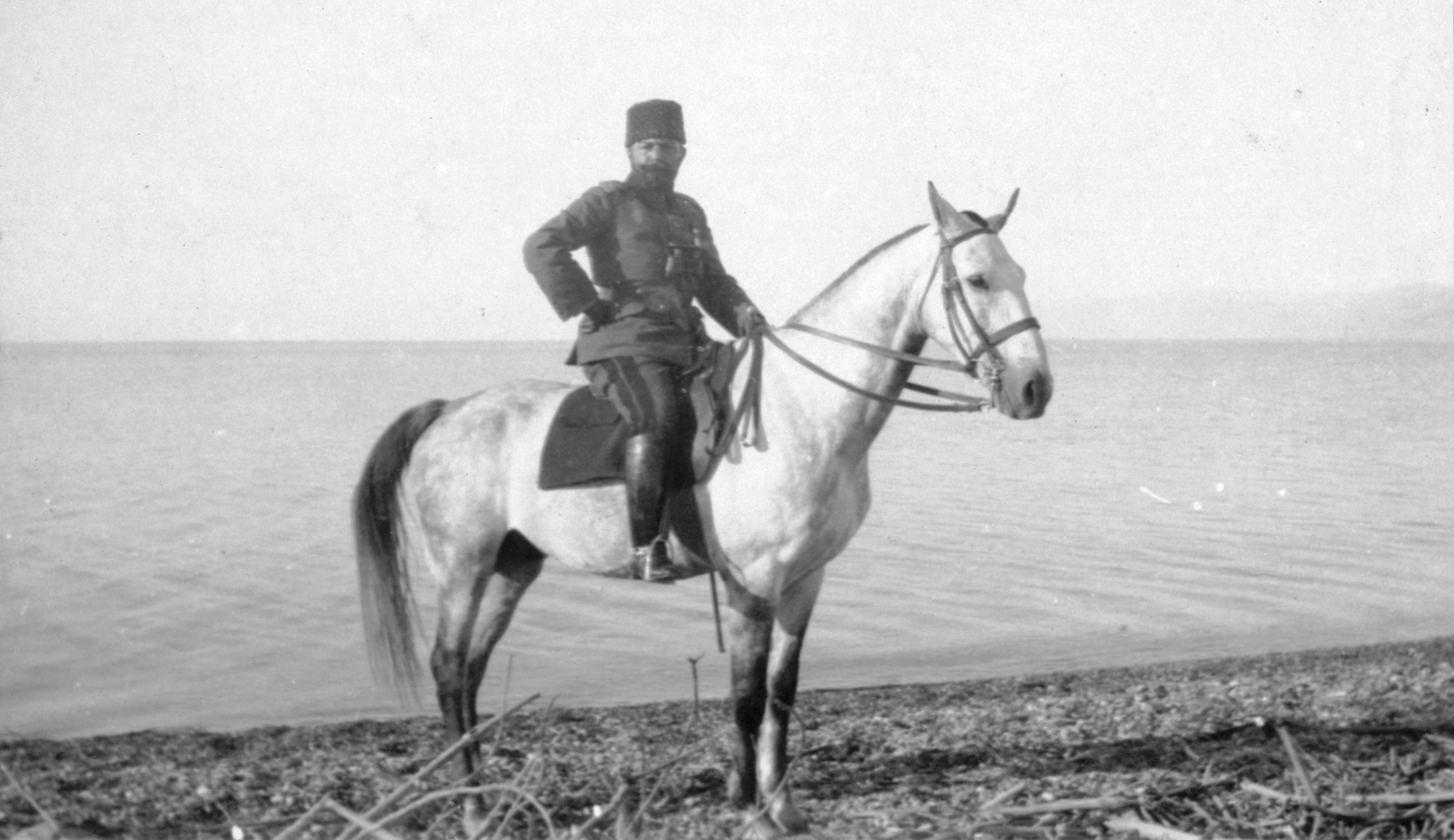
Gemal Pașa în 1915 pe țărmul Mării Moarte

După cum scrie David Fromkin, la sfârșitul anului 1915, se spunea că Gemal, având prerogative de vicerege, ar fi început să negocieze în secret cu Antanta pentru a pune capăt ostilităților. Ar fi propus candidatura sa la tronul unei Sirii independente care urma să înlocuiască administrația locală otomană. Negocierile secrete nu ar fi putut reuși, pentru că aliații nu ajunseseră la un acord asupra viitorului Imperiului Otoman și a teritoriilor de pe cuprinsul său.
Gemal a devenit foarte critic față de Antantă, colaborând strâns cu armata germană și a început să urască tot mai mult politica Imperiului Britanic.
Istoricul Alexander L.Macfie pune la îndoială existența acestor negocieri secrete. După opinia sa, Gemal pașa «nu ar fi întreprins niciodată o acțiune atat de riscantă, mai ales 
că se distingea  prin patriotismul său».(«it may be doubted if he would ever have undertaken so risky an adventure, particularly as he was noted for his patriotism»)
Succesul militar cel mai mare al lui Gemal a fost cel împotriva forței expediționare britanice 
în Mesopotamia, care a sosit în regiune din India la începutul anului 1915. 35,000 soldați britanici au mărșăluit în direcția nord spre Bagdad, sperând să cucerească citadela cu cât mai puține pierderi.  
Gemal a pus pe picioare o armată uriașă de 200,000 ostași, turci și arabi, care, sub comanda generalului Halil Kut, au asediat pe britanici la Kut al-Amara.
Britanicii au primit permisiunea lui Gemal de a evacua un număr de răniți, dar încercările lor de a-l convinge, prin mai mulți emisari,să permită evacuarea tuturor soldaților încercuiți, s-au lovit de refuz. Încercările inamicului de a scăpa din asediu pe fluviu, cu ajutorul unor bărci de salvare, s-au lovit de focuri de artilerie. Britanicii au subestimat capacitatea administrativă remarcabilă a lui Gemal și voința lui de a rezista.
Turcii s-au luptat cu curaj și în Bătălia de la Ctesiphon din 1915, dar soarta rezervată de Gemal prizonierilor și populației civile a sporit faima sa de general crud și capricios.
În raportul colonelului T.E.Lawrence asupra negocierilor de după căderea poziției de la Kut al Amara în aprilie 1916, el și-a exprimat admirația față de faptele de arme ale otomanilor și l-a descris pe Gemal Pașa ca pe un „personaj pitoresc”.("a colourful character").
În anii 1916-1917 a crescut tot mai mult amenințarea Revoltei Arabe ațâțată de spionajul britanic. Gemal a instituit un strict control asupa Vilayetului sirian, reprimând opoziția locală, inclusiv naționalismul arab și sirian.
Autoritățile otomane au ocupat consulatele franceze de la Beirut și Damasc, au confiscat documentele secrete franceze pe care le-au găsit, și care conțineau date despre activitățile de opoziție și numele celor implicați în ele.
Gemal Pașa a folosit aceste informații ca și cele din documente găsite la membri ai Partidului pentru decentralizare. El era de părere că insuccesele sale militare se datorau opozanților subterani sprijiniți de Franța. În consecință a luat măsuri deosebit de reoresive contra unor mișcări insurgente arabe ca "Âliye Divan-ı Harb-i Örfisi", ai cărei conducatori au fost judecați de curți marțiale și condamnați. 
După ce a ordonat spânzurarea la 6 mai 1916 la Damasc a mai multor militanți libanezi, șiiți și creștini sirieni acuzați pe nedrept de trădare, Gemal Pașa a devenit cunoscut între arabi sub porecla „Al Saffah” , adică „Măcelarul”. 
În memoriile sale, liderul „Mișcării pentru Reforma din Beirut”, Salim Ali Salam a menționat următoarele detalii:
„Jamal Pașa si-a reluat campania de vendetă; a început să arunce în închisoare majoritatea personalităților arabe, învinuindu-le de trădare de patrie. Intenția lui era de a scăpa de toate capetele gânditoare, așa ca arabii să nu se poată niciodată afirma din nou ca o forța, și să nu mai rămână nimeni care să revendice drepturile în numele lor... După ce m-am întors la Beirut (de la Istanbul n.n), am fost chemat... la Damasc, ca să-l salut pe Jamal Pașa...Am luat trenul... și ajungând la Aley am observat că tot trenul fusese rezervat deținuților pentru a-i duce spre a fi executați la Damasc. Așa, va să zică... Mi-am spus: cum voi putea să mă întâlnesc cu acest călău în ziua în care îi masacrează pe fruntașii țării? Și cum voi fi capabil să stau cu el de vorbă? Ajungând la Damasc, am încercat să-l văd de îndată în acea seară, înainte de a se întâmpla ceva, dar nu am izbutit. A doua zi, totul a luat sfârșit, și notabilii aduși de la Aley atârnau deja în ștreanguri”
.
În anii 1915-1916 34 opozanți politic au fost executați de Gemal Pașa, devenind martiri ai cauzei lor.
În timpul genocidului contra armenilor, Gemal nu pare să fi fost unul din cei mai fervenți partizani ai exterminării tuturor armenilor. A vrut și să profite de exploatarea muncii forțate a armenilor în lucrări publice. La un moment dat a dispus deblocarea unor credite pentru "reașezarea" cu forța a 35.000 de deportați armeni în Siria. Dar în cele din urmă din acești armeni nu au supraviețuit decât 4.000, restul pierind de foame și boli.

#### Comandant al Armatei a IV-a

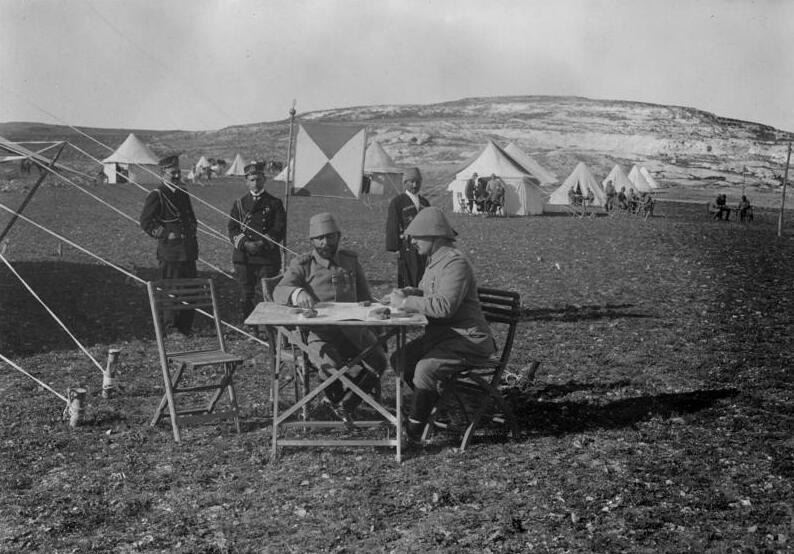
Gemal pașa împreună cu șeful statului său major, Fuad Bey, la un punct de comandă din sudul Palestinei, aprilie 1917

Comandantul garnizoanei britanice din Gaza, maiorul Tiller dispunea de 7 batalioane de infanterie, un escadron de cavalerie si câteva unități pe cămile. 
În fața orașului se mai aflau 2000 de soldați britanici comandați de colonelul Chetwode.
Gemal Pașa s-a îndreptat șovăielnic cu Divizia 33  pentru a elibera Gaza. Kressenstein a fost încântat de succesul său în respingerea atacului britanic, și voia să înainteze cu agresivitate prin Shellal, Wadi Ghazze și Khan Yunis, dar Gemal i-a interzis să o facă. Britanicii aveau o divizie întreagă în retragere, așa încât un atac de acest fel din partea a două batalioane turcești ar fi putut cauza nimicirea atacatorilor. Decizia lui Gemal era deci, corectă.

Unul din colaboratorii lui Gemal în Irak era inginerul colonel Heinrich August Meissner, cel care a construit căile ferate ale Hejazului și Bagdadului. Acum era însărcinat cu un nou proiect ambițios, cel de a construi o cale ferată prin Bir Gafgafa spre Canalul de Suez.
Până în octombrie 1915 Puterile Centrale au construit deja 160 km din linia feroviară dinspre oaza Beersheba. Gemal a susținut cu insistență că lungirea căii ferate era necesară pentru a ataca Egiptul aflat sub control britanic.   
Considerat crud și brutal, după standarduri occidentale, Gemal Pașa devenise angajat trup și suflet mașinii militare turco-germane, iar Marea Britanie, de partea ei, aspira cu dârzenie să obțină controlul asupra Siriei Mari. Kemal Mustafa și Gemal însuși au devenit cu timpul sceptici față de capacitățile germane. 
Gemal nu era încă pregătit să furnizeze în mod deschis  sprijinul necesar aliaților germani.  
El a insistat asupra posibilității unui atac al Antantei în spatele liniilor Armatei Yildirim (Armata a VII-a otomană) care a fost mobilizată cu ocazia Conferinței Turco-Germane de la Aleppo.
În perioada zbuciumată care a urmat, Gemal a fost trimis la comanda Armatei a IV-a, sub ordinele generalului Erich von Falkenhayn. Cei doi au adoptat un plan similar cu cel al lui Kress la Gaza și au trimis armata Yildirim la Bagdad. Abia în octombrie 1917 a putut Armata a VII-a să descindă spre sud pentru a se măsura cu amenințarea din partea generalului Edmund Allenby, fiind împiedicată, însă, de limitele impuse de îngustimea căii ferate din Palestina, care fusese construită departe de litoral, pentru a evita loviturile Flotei regale britanice.   
La 7 noiembrie, britanicii au cucerit Gaza, de unde Gemal a fost nevoit din timp să-și evacueze oamenii. Retragerea trupelor sale s-a făcut cu repeziciune.
În decembrie turcii au fost izgoniți și din Jaffa. Gemal aflându-se încă în retragere, orașul a căzut fără lupte. Falkenhayn a ordonat evacuarea în 14 noiembrie, iar dușmanul a pătruns în oraș încă în aceeași zi.
Armat a VIII-a otomană s-a organizat apoi în dosul unor tranșee solide. Apărarea organizată de Gemal la Gaza fusese mai bună decât cum prevăzuseră britanicii. Trupele sale au reușit să-i țină pe britanici pe loc la jonctiunea căii ferate. 
Luptele din zona de deal au luat sfârșit până la 1 decembrie. La 6 decembrie Gemal Pașa a ținut un discurs la Beirut în care a făcut public acordul Sykes-Picot dintre Puterile Antantei în legătură cu împărțirea posesiunilor otomane și a sferelor de influență din Siria-Palestina.
La finele anului 1917 în virtutea funcției sale la Damasc, Gemal guverna ca un potentat aproape independent partea lui de Imperiu.  Până la urmă a demisionat din Armata a IV-a și s-a întors la Istanbul. La 9 aprilie 1917 și apoi la 19 aprilie 1917 Gemal a ordonat evacuarea populației civile din Jaffa și din Ierusalim. Germanii s-au înfuriat și au anulat ordinul, ceea ce dezvăluia haosul care domnea în Imperiul Otoman.  Atitudinea ambiguă a lui Gemal față de supuși juca în favoarea administrației britanice. Linia de apărare turcească a fost întărită în asteptarea atacului final la Nebi Samwell și Naht al Auja. Fortificațiile otomane din zonă, în total 43 mile,  includeau pe cele de la Beit Iksa, la sud de Nebi Samwel, redutele "Inima" și "Ficatul" din fața Liftei, precum și Deir Yassin, doua sisteme de fortificații în spatele așezării Ain Karim.

### Sfârșitul Imperiului
La ultimul congres al „Comitetului pentru Uniune și Progres” desfășurat în anul 1917, Gemal a fost ales în Consiliul Administrației Centrale.
Odată cu înfrângerea Imperiului în octombrie 1918 și cu demisia guvernului lui Talaat Pașa la 2 noiembrie 1918 Gemal, a fugit, împreună cu alți șapte lideri ai Junilor Turci, mai întâi în Germania, și apoi în Elveția.

### Procesul și moartea
O curte marțială turcă întrunită între 27 aprilie - 5 iulie 1919 l-a acuzat pe Gemal de persecutarea supușilor arabi ai imperiului, de măceluri contra populației armene etc  și l-a condamnat la moarte în contumacie.
Prin 1920 Gemal a plecat în Asia Centrală, unde a participat la un proces de modernizare a armatei Afghanistanului. 
În urma triumfului Revoluției Bolșevice Gemal a plecat la Tiflis (Tbilisi) ca ofițer de legătură pentru a negocia cu Rusia Sovietică asupra situației din Afghanistan. La 21 iulie 1922 a fost asasinat la Tiflis,. împreună cu secretarul său,  de către militanții armeni Stepan Dzaghigian, Artașes Avorghian și Petros Ter Poghosian, în cadrul „Operației Nemesis”, ca pedeapsa pentru rolul său în Genocidul poporului armean și în Primul Război Mondial.
Responsabilitatea sa în legatură cu genocidul armean este în zilele noastre disputată.
Unii autori consideră că a fost într-adevăr unul din autorii genocidului, în intenții și în fapte. Alții resping această teză, mai cu seamă istoricul armean american Vahakn Dadrian
.
În „Memoriile” sale, Gemal pașa declină orice răspundere pentru atrocitățile împotriva armenilor și subliniază ca ar fi dat ajutor deportaților. Din contră, potrivit cu poziția curentă în rândurile opiniei publice turce, circa un milion și jumătate de turci și kurzi ar fi fost asasinați de milițiile armene și de trupele armene-ruse..  
Rămășițele lui pământești au fost aduse la Erzurum și înmormântate acolo. 
Gemal Pașa a fost căsătorit cu Seniha Hanim, cu care a avut cinci copii: Ahmet, Mehmet, Kamuran, Nejdet și Behçet.
Nepotul său, Hasan Cemal, fiul lui Ahmed Cemal, este un cunoscut ziarist și scriitor turc.

## Cărți
- Plevne Müdafaası (Apărarea Plevnei) (1898)
- ''Suriye, Filistin ve Batı Arabistan'daki Eski Anıtlar (Alte Denkmaeler aus Syrien,Palastina und West Arabien - Vechi monumente din Siria, Palestina si Arabia de vest) (1918)
- Cemal Pașa Hatırası 1913-1922 (1923)

(Memorii)